# Viasat Nature
Виасат Нейчър (на английски: Viasat Nature) е скандинавски платен телевизионен канал собственост на Modern Times Group, Нова броудкастинг груп в България, излъчващ документарни филми за природата.
Телевизионният канал излъчва придобити материали от богат набор от доставчици, между които BBC, ITV Global, ORF и TWI. Зрителите имат възможност да гледат спечелили награди документални филми за природата, за животни и за дивия свят, включително и продуцирани и представени от изследователи и водещи на телевизионни предавания за дивата природа като Дейвид Атънбъро, Найджъл Марвин и Бен Фогъл.
В България се предлага като част е от пакета платени канали на Modern Times Group заедно с: Viasat History, Viasat Explorer и TV 1000 Balkans.

## История

### В скандинавските страни
Каналът стартира като TV6, шведски канал със съдържание за жени още през 1994 г. През 1998 г., каналът се преобразува в скандинавски платен телевизионен канал излъчващ природнонаучи документарни филми от 18 до 21 часа под наименованието „TV6 Nature World“, след което излъчва акционни филми и сериали от 21 до полунощ като „TV6 Action World“. През 2002 е преименуван на Viasat Nature and Viasat Action и се излъчва в Швеция, Норвегия, Дания и Финландия. Разширява часовете на излъчването си на 1 февруари 2007 г. от 6 до 20 ч. като Viasat Nature и от 20 до 24 ч. като Viasat Crime.

### В България
В България се излъчва международната 24-часова версия на програмата „Viasat Nature“, излъчваща се общо 25 държави в Централна и Източна Европа с превод на съответните езици, а излъчването му почва на 5 май 2010 г. пуснато от Viasat Broadcasting.
„Viasat Nature“ се излъчва от собствените сателитни телевизионни платформи на Viasat в Естония, Латвия, Литва и Украйна, както и чрез руския сателитен ТВ оператор по телевизия „Радуга“.
На 1 март 2013 в Полша е пусната специална брандирана версия на каналите „Polsat Viasat Nature“, „Polsat Viasat Explorer“ и „Polsat Viasat History“, излъчващи се чрез сателитната цифрова телевизионна платформа „Digital Polsat“, с която Viasat има подписано стратегическо партньорство.